# Khoma
Khoma (dżong. མཁོ་མ་) – gewog w północno-wschodnim Bhutanie, jeden z ośmiu w dystrykcie Lhünce. Zajmuje powierzchnię 702 km². W 2005 był zamieszkany przez 1819 osób. Gęstość zaludnienia wynosiła 2,6 os./km². Dzieli się na 5 chiwogów, które są trzeciorzędnymi jednostkami podziału administracyjnego Bhutanu i pełnią funkcję obwodów wyborczych: Babtong Dragteng, Berpa Khoma, Gangla Kholma, Pangkhar i Rolmateng Tsangngo.

## Położenie
Jednostka położona jest we wschodniej części dystryktu. Jej północna granica jest jednocześnie granicą Bhutanu z Chinami, wschodnia natomiast jest granicą dystryktu Lhünce z dystryktem Jangce. Sąsiaduje z sześcioma gewogami:
- Bumdeling i Tongzhang na wschodzie,
- Minjay i Menbi na południu,
- Kurtoe i Gangzur na zachodzie.

## Demografia
Według bhutańskiego National Statistics Bureau struktura płciowa w 2005 roku kształtowała się następująco: 52,2% ludności stanowili mężczyźni, przy 47,8% kobiet. Mieszkańcy gewogu reprezentowali 11,8% całkowitej populacji dystryktu.